# NSS-703
O NSS-703 (anteriormente denominado de Intelsat 703, IS-703 e Intelsat 7-F3) foi um satélite de comunicação geoestacionário construído pela Space Systems/Loral (SSL) que esteve localizado na posição orbital de 47 graus de longitude oeste, em uma órbita inclinada, e era propriedade da SES World Skies, empresa sediada na Holanda subsidiária da SES. O satélite foi baseado na plataforma LS-1300 e sua vida útil estimada era de 15 anos. O satélite saiu de serviço em outubro de 2014 e foi enviado para a órbita cemitério.

## História
O satélite era o antigo Intelsat 803 de propriedade da Intelsat, que vendeu o mesmo para a New Skies no dia 30 de novembro de 1998, que renomeou o para NSS-703. A sua expectativa de vida terminou em 2009, ele estava previsto para ser substituído pelo NSS-12.

## Lançamento
O satélite foi lançado com sucesso ao espaço no dia 6 de outubro de 1994, às 06:35:02 UTC, por meio de um veículo Atlas IIAS a partir da Estação da Força Aérea de Cabo Canaveral, na Flórida, EUA. Ele tinha uma massa de lançamento de 3.642 kg.

## Capacidade e cobertura
O NSS-703 estava equipado com 26 transponders em banda C e 10 em banda Ku para fornecer serviços com capacidade inclinada sobre a região do Oceano Atlântico.